# (14386) 1990 QN2
A (14386) 1990 QN2 a Naprendszer kisbolygóövében található aszteroida. Henry E. Holt fedezte fel 1990. augusztus 22-én.